# Айн Ранд
Айн Ранд (на английски: Ayn Rand), произношение /ˈaɪn ˈrænd/), рождено име Алиса Зиновиевна Розенбаум (на руски език: Алиса Зиновьевна Розенбаум), е американски философ, сценарист и романист от руско-еврейски произход.
Позната е по света със своята рационална философия, която тя нарича „обективизъм“ (Objectivism), близка по идеи с политическото и философско движение либертарианство. Пише множество философски есета за свободната воля, защитавайки свободата, социалната справедливост и частната собственост. Не по-малък принос има и в сферата на етиката, политическата философия и епистемологията. Има издадени пет сборника с есета: „Добродетелта на егоизма“ (The Virtue of Selfishness), „Капитализмът: непознатият идеал“ (Capitalism: The Unknown Ideal), „Романтическият манифест“ (The Romantic Manifesto), „Новото ляво: Антииндустриалната революция“ (The New Left: Anti-Industrial Revolution), „Философията: кому е нужна“ (Philosophy: Who Needs It) и „Гласът на разума“ (The Voice of Reason). Други нехудожествени произведения са „За новия интелектуалец“ (For the New Intellectual), „Въведение в обективистката епистемология“ (Introduction to Objectivist Epistemology) и „Изкуството на художествената литература“ (The Art of Fiction).
Тя е автор и на романи като „Ние, живите“ (We the Living), „Химн“ (Anthem), „Изворът“ (The Fountainhead) и „Атлас изправи рамене“ (Atlas Shrugged). Пише също така сценарии и адаптации на своите книги за киното.
Айн Ранд значително повлиява на политическата философия и на либералната икономика, най-вече в Северна Америка. Считана е още за теоретик на индивидуалния капитализъм и на либертарианството, отхвърлящо всички форми на принуда, проповядващо ценностите на разума, производителността и „рационалния егоизъм“ – главната идея на обективизма. Като член на крайните антикомунисти, Айн Ранд проповядва независимост с идеите на капитализма срещу всички форми на колективизма и религията.
Известни мислители като психотерапевтът Натаниъл Брандън, икономистите Алън Грийнспан и М. Нортроп Бюхнер, писателят Тери Гудкайнд, президентът Роналд Рейгън, философът и икономист Лудвиг фон Мизес и основателят на Уикипедия Джими Уелс, споделят тези идеи. Айн Ранд подкрепя свободомислещата визия на минархизма, поставящ човека в центъра на обществото и етиката.
Според френския писател и философ Ален Лорен, специалист по нейните творби, Айн Ранд е въплъщение на „самореализиралия се емигрант“, „защото тя е извършила този подвиг, изповядвайки краен атеизъм, силно критикувайки алтруизма в името на „рационалния егоизъм“.
Нейните открито прокапиталистически бестселъри са реално един от малкото сериозни и добили широк резонанс контрапункти на левите марксистки и маоистки движения на 1960-те в САЩ, Германия и Франция. През 1970-те години Ранд се концентрира върху систематичната разработка на своята обективистична философия и приложението ѝ спрямо отделни актуални обществени събития. Паралелно работи за няколко института и изнася лекции, издава статии и впоследствие собствени вестник и списание. Публичната ѝ дейност, участието ѝ в политологически и философски дебати са интензивни и не намаляват до смъртта ѝ през 1982 г.

## Биография

### Произход и ранни години в Русия (1905 – 1926)
Родена е на 2 февруари (20 януари по Юлианския календар) 1905 г. в Санкт Петербург, Русия, в семейство на евреи агностици от средната класа. Тя е най-голямата от трите деца. Баща ѝ Зиновий Захарович Розенбаум, фармацевт, е роден на 18 ноември 1869 г. в Брест-Литовск (Беларус), а майка ѝ Анна Борисовна Каплан – на 15 октомври 1880 в Санкт Петербург.
Още много млада тя живо се интересува от литература и кино и на 7-годишна възраст започва да пише романи и сценарии. На 9 години решава да стане писател. Вдъхновяват я сър Уолтър Скот, Александър Дюма и поезията на романтизма. Страстен почитател на приключенския роман „La Vallée mystérieuse“ („Мистериозната долина“ – букв. превод) на френския писател Морис Шампан, чийто главен герой, впечатлявайки Айн Ранд със своята смелост и морал, остава завинаги в нейното съзнание. Този тип персонаж намира място и в нейните творби, в частност в романа „Атлас изправи рамене“ – главният герой Джон Голт. На 13 години тя открива своя любим писател, считан от нея и за най-велик – Виктор Юго. В гимназията показва блестящи умения по математика и бъдещата ѝ кариера изглежда ясно очертана. През 1912 г. семейството ѝ се мести в центъра на града – бул. Невски, кв. Знаменская. Там година по-късно младата Айн Ранд представя своята първа изложба на снимки от филми. Киното завладява целия ѝ живот.
В Санкт Петербург през 1917 се развиват бурни събития. Първоначално Ранд се възхищава на революцията, водена от Александър Керенски. Но с идването на власт на Болшевишката партия след Октомврийската революция от 1917 г. аптеката на баща ѝ е конфискувана, а семейството ѝ е принудено се премести в Евпатория, Украйна, по-късно на полуостров Крим. Семейството живее в Евпатория до 1921 г., когато тя е превзета от болшевиките. От този ден Ранд храни дълбока неприязън към комунистите – чувство, което присъства във всички нейни творби. Тогава тя е принудена да изгори своя дневник с критики и размишления за революцията.
На 30 юни 1921 г. Айн Ранд се дипломира в Евпаторийската гимназия. На следващата година семейството ѝ се завръща в Санкт Петербург, преименуван вече в Петроград. Айн Ранд, тогава шестнадесетгодишна, започва да следва история и философия в университета в Петроград, където се запознава с творчеството на Едмон Ростан, Фридрих Шилер, Аристотел и Фьодор Достоевски. Обучението ѝ позволява да се докосне до „хилядолетна култура“ и тя започва да осъзнава пагубното влияние на комунизма в Русия. През последните години от живота си в Съветския съюз Айн Ранд е подложена на натиска на комунистическата пропаганда и в отговор на това започва своята борба срещу колективистките системи.
На 13 октомври 1924 Айн Ранд завършва университета. Тя продължава да пише и по-късно същата година влиза в Държавния институт по кинематография. Там младата Ранд изучава история и американска политика, запознава се с американската култура и кино. Тя се възхищава от американското общество, от неговите ценности – индивидуализма и оптимизма. Осъзнавайки, че не може да осъществи мечтите си на писател в Съветския съюз заради наложената цензура, тя решава, че трябва да замине за САЩ. През 1925 г. публикува първото си произведение – брошура за актрисата Пола Негри в Москва и Ленинград, а година по-късно, през 1926 г. и кратко есе със заглавие „Холивуд: градът на американското кино“ в Москва. В края на 1925 г. получава американска виза с цел посещение на свои близки в САЩ и това ѝ позволява през януари 1926 да замине и впоследствие да остане там до края на живота си.

### Първи години в САЩ (1926 – 1935)
След като посещава много градове от Западна Европа, Айн Ранд се качва на кораб от пристанището на Хавър (Франция) и пристига в Ню Йорк на 19 февруари 1926 г. Първите ѝ впечатления от небостъргачите я очароват завинаги и я вдъхновяват за сюжета на „Изворът“, един от романите ѝ. По-късно се премества в Чикаго, където остава 6 месеца и учи английски език. Едновременно с това започва да придава форма на идеите си за романи и филми и решава да стане сценарист. Ранд има възможност, но решава да не се връща в СССР. Вместо това заминава за Холивуд, където работи като сценарист за кинопродуцента и режисьор Сесил Демил. Първата им среща е случайна – той проявява интерес към нея, след като я вижда да чака дълго време пред неговото студио. Ранд му обяснява, че е страстен почитател на американското кино и че пристига от Русия. Тогава Демил работи по филма „Кралят на кралете“ и я наема като статистка. При него младата Ранд се запознава с актьора Франк О’Конър, за когото тя споделя, че е нейният „любим образ“ от киното. На 15 април 1929 те сключват брак, който трае до смъртта на О’Конър през 1979.
На 13 март 1931 г. Ранд получава американско гражданство. Горда от това, в своя реч пред военната академия Уест Пойнт тя заявява: „Мога да кажа, не като патриот, а като човек, напълно запознат с понятия като метафизика, епистемология, морал и естетика, че Съединените американски щати е най-великата, най-благородната и в своите основополагащи принципи – единствената морална държава в световната история.“ Тя променя името си на „Айн Ранд“, което според думите ѝ, в транскрипция на кирилица идва от името на семейството ѝ. Друга теория за произхода на името се свързва с пишещата машина „Remington Rand“, но тя се появява по-късно.
Ранд работи усърдно над сценарии за Демил, опитвайки да пробие в Холивуд. Успоредно с това тя пише проза, за да сбъдне мечтата си. Преди да започне да си изкарва прехраната с писане, Ранд сменя много работи. До 1932 г. работи в RKO Radio Pictures, като успява да продаде сценария си „Червена пионка“ на Universal Studios. Подобрява начина си на живот, който контрастира силно с годините в Съветска Русия и си купува кола – символ на успелия човек в онази епоха. Продуцентът на филма Джоузеф фон Щернберг избира за главната роля Марлен Дитрих, но по това време антисъветските теми все още не се приемат добре и проектът не се реализира.
По-късно, през 1934 г. Ранд пише пиеси като Ideal и Woman on Trial, последната се изпълнява в Холивуд на 22 октомври. Пиесата Woman on Trial, която проследява пътя на самоиздигналия се индустриалец – шведа Ивар Крюгер, е преработена през 1935 г. и излиза под ново заглавие: Нощта на 16 януари. Отначало е поставена в Холивуд, а на 16 септември – и на Бродуей. Първа по рода си, пиесата включва активното участие на зрителите. Представлява съдебен процес, в който жури, избрано сред хората от публиката, трябва да определи какъв да бъде краят. Има два различни възможни епилога, от които журито избира окончателния вариант.
Ръкописът на романа „Ние, живите“ коства много усилия на Ранд. Завършен е през 1933 г., но тя успява да го публикува едва на 18 април 1936 г., след множество запитвания към различни издателства. Macmillan за САЩ и Cassell за Англия приемат романа ѝ, който се счита за най-автобиографичния от всичките. Романът описва трудния живот на семейство, преследвано от комунистическия режим, подложено на мизерия и изгнание. „Ние, живите“ не се радва на голям интерес от страна на американските критици, отчасти заради факта, че през тридесетте години – период, наречен „червеното десетилетие“, комунизмът е още относително добре приет в интелектуалните и артистични среди на САЩ. „Ние, живите“ е считан от Ранд за нещо повече от автобиография: „Това не е автобиография в буквалния, а в интелектуалния смисъл на думата. Сюжетът е измислен, но фонът, на който са пресъздадени действията, е реален“.

### Литературни успехи (1935 – 1950)
От 1935 г. Ранд започва да работи по редакцията на своя роман „Изворът“, на който иска да придаде по-философски облик. През 1938 г. Ранд публикува в Англия своя антиутопичен роман „Химн“, който разкрива живота в едно колективистко общество. „Химн“ не се приема от нито едно издателство в САЩ, „Ние, живите“ също не пожънва голям успех. Според Стивън Кокс от Objectivist Center този факт се дължи на епохата: „„Ние, живите“ е публикуван в момент, когато популярността на руския социализъм упражнява своето най-голямо влияние върху хората, формиращи общественото мнение в Америка“ – обяснява той.
През 1939 г. Айн Ранд получава последните новини за семейството си в СССР, тогава тя окончателно губи връзка със своите руски корени.
През 1940 г. Ранд, заедно със съпруга си, участва в кандидат-президентската кампания на либералния кандидат Уендел Уилки в секцията му в Ню Йорк. Тази дейност ѝ предоставя благоприятната възможност да се запознае с интелектуалци, привърженици на чистия капитализъм. Журналистът от New York Times Хенри Хазлит и съпругата му свързват Ранд и Франк с австрийския икономист Лудвиг фон Мизес, който е удивен от работата на Ранд, въпреки различията в теориите им.
На 13 февруари същата година продуцентът Джордж Абът представя в Бродуей театралната адаптация на „Ние, живите“ – Непобедимият (We the Living, The Unconquered). Абът успява да усмири нападките и упреците към романа, като се съобразява с вкуса на публиката и го поднася с вмъкнати сантиментални диалози. Първият голям успех идва с публикуването на „Изворът“ на 18 май 1943 г., след седем години, прекарани в писане. Първоначално отхвърлен от дванадесет издателства поред, накрая ръкописът е приет от издателската къща Bobbs-Merrill, благодарение на настойчивостта на Арчибалд Огдън, който заплашил своя работодател, че ще напусне, ако книгата не бъде публикувана. Романът добива световна известност, продадени са шест милиона копия (все още на година се продават по 100 000 бройки). През 1949 г. Warner Brothers заснемат филм по книгата с актьорите Гари Купър и Патриша Нийл. Същата година той е разпространен и във Франция под името Le Rebelle (от френски: Бунтарят).
Ранд започва да се издържа с писане. Тя работи като сценарист на половин работен ден при продуцента Хал Б. Уолис. Под негово ръководство през 1945 г. тя адаптира романа Pity My Simplicity на Кристофър Маси, номиниран за Оскар под заглавието „Любовни писма (филм, 1945)“ (Love Letters) и „Ти дойде“ (You Came Along). През август 1943 г. Ранд работи върху статията „Моралните устои на индивидуализма“ (The basis moral of Individualism), по-късно се мести да живее в Калифорния, за да редактира сценария на „Изворът“.
Ранд живее в къщата Von Stemberg, построена от архитекта Ричард Нютра през 1935 г. В друга модернистка къща – Талийсин Ийст (Taliesin East), се запознава с прочутия архитект Франк Лойд Райт, от когото тя се възхищава: „Райт е новатор, който защитава модерната архитектура от традиционната“ – казва тя. В Калифорния се среща с много други интелектуалци като Мори Рискин, Джанет Гейнър, Жилберт Адриан и Ленард Рийд. Архитектите стават ревностни почитатели на романа „Изворът“ и подаряват на Ранд скица на сграда, невиждана дотогава. През септември 1944 Ранд редактира сценария на „Любовни писма“, a „Изворът“ е класиран сред шестте бестселъри на годината от New York Times на 26 август 1945 г.
Айн Ранд завързва приятелство с либертарианската писателка Изабел Патерсън (1886 – 1961), с чиято помощ изучава историята на САЩ. По-късно, въпреки силната връзка, приятелството им прекъсва, понеже Ранд не одобрява нейното поведение. В своята биография за Патерсън, Стивън Кокс пише, че идеите на двете писателки са си повлияли взаимно. Есето на Изабел Патерсън „The God of the Machine“ е считано от Ранд за Библията на капитализма.
През 1946 г. Ранд започва работа по романа „Атлас изправи рамене“, осигурявайки нов сценарист за Хал Б. Уолис.
Айн Ранд е първият американски интелектуалец, който заклеймява комунистическата пропаганда във филмовите среди. На 20 октомври 1947 г., в периода на маккартизма, Ранд свидетелства пред Комисията за разследване на антиамериканска дейност, като дава своето мнение за филм, изобразяващ съветската действителност. По тази тема тя пише „Screen Guide for Americans“, в който препоръчва 13 принципа срещу комунизма. През същата година тя се присъединява към „MPA“ (Motion Picture Alliance for the Preservation of the American Ideals), а през юли романът ѝ „Химн“ е издаден и в САЩ.
На 23 юни 1949 е премиерата на филмовата адаптация на „Изворът“. Ранд окончателно започва да се издържа като писателка и през 1951 г. заедно с Франк решават да напуснат Холивуд и да се установят в Ню Йорк (на 120 източно от 34-та) – нейния любим град, заради небостъргачите, които я запленяват. Там тя изцяло се посвещава на романа си „Атлас изправи рамене“, който завършва шест години по-късно. Редакцията на този дълъг роман я хвърля в депресия, но тя бива бързо преодоляна.

### Разпространение на обективизма (1950 – 1966)
През 1950 г. Айн Ранд и нейни близки приятели сформират група, която има за цел да се противопостави на колективистките схващания. Основатели са: Алън Грийнспан – бъдещ президент на Федералния резерв на САЩ; психологът Натаниъл Брандън – автор на „Психология на самоуважението“; съпругата му Барбара Брандън – бъдещ страстен почитател на Ранд и Леонард Пейкоф – философ, силно повлиян от романите на Ранд. Групата спомага за изнасянето на множество публични лекции, с чиято помощ Ранд се надява да разпространи своята философия и своите творби. Близкото ѝ обкръжение играе важна роля в популяризирането на философското движение, наречено от нея обективизъм. Подтикната от Брандън, групата основава института „Натаниъл Брандън“ (N.B.I.), който издава списанието „The Objectivist“ през периода 1962 – 1965. По-късно, от 1966 до 1971 г. то носи името „The Objectivist Newsletter“. След това от 1971 до 1976 г. групата издава ежеседмичен бюлетин „The Ayn Rand Letter“. Там Ранд публикува статии, с които полага основите на своите философски есета, най-вече на сборника „Добродетелта на егоизма“, в които тя развива своите етични възгледи. Сборникът „Капитализмът: Непознатият идеал“ (1966) обединява нейните знания в областта на икономиката и политиката, а във „Въведение в Обективистката епистемология“ (1971) са изложени нейните ключови концепции. Ранд е автор и на трудове, свързани с естетиката – „Романтическият манифест“ (1969).
През 1957 г. Ранд публикува своя най-важен белетристичен роман „Атлас изправи рамене“ с помощта на издателство Random House. Той представлява книга с повече от 1000 страници, в която се разказва за предприемачите, изложени на нападките на етатизма в едно въображаемо предтоталитарно социалистическо общество. Първоначалният тираж е 100 000 броя, в течение на година достига 200 000 и книгата бързо се превръща в световен бестселър. Според проучване от 1991 г. на Библиотеката на Американския Конгрес, романът е посочван от американците като най-влиятелната книга след Библията. В него се преплитат различни теми и сюжети за размисъл, вариращи от епистемологията до метафизиката, следващи класическа развръзка, концентрирана около битката на главния герой – Джон Голт – срещу етатизма.
През 1958 г. Ранд започва поредица от литературни семинари. На 6 март е първото ѝ представяне в университета „Куинс“ в Ню Йорк, а първите си стъпки в телевизията прави в шоуто на Майк Уолас през 1959 г. На 17 февруари 1960 в Йейлския университет тя запознава публиката със своето есе „Faith and Force: Destroyers of the Modern World“. Графикът ѝ се натоварва заради повишаващия се брой покани за лекции от университети. На 24 март 1961 Ранд публикува „За новия интелектуалец“ и два дни по-късно свиква във Форд хол конференция – “The Intellectual Bankruptcy of Our Age“. Форд хол се превръща в средище на нейните конференции, които продължават от 1962 до 1976. Държи речи и в института „Натаниъл Брандън“, който отваря врати през януари 1962 г., когато излиза и първият брой на „The Objectivist Newsletter“.
Закономерно популярността на Ранд расте и подтикната от пресата, на 17 юни 1961 г. тя пише своята първа рубрика в седмичника Los Angelis Times, която тя развива през следващите няколко години. Конференциите ѝ са прочути из цялата страна и в чужбина. През 1960 г. тя говори в много университети – Йейл, Принстън, Колумбия, Харвард, Уисконсин, Джонс Хопкинс и Масачузетския технологичен институт. Ранд заявява своята позиция по много обществени въпроси: тя е против участието на САЩ във Втората световна война и застава твърдо зад Израел във Войната от Йом Кипур. Ранд изказва мнения по редица обществени проблеми, които нейната философия е в състояние да разреши: равенството между половете, хомосексуалността, расизмът и заетостта.
На 2 октомври 1963 г. университетът Lewis and Clark удостоява Айн Ранд с почетна докторска титла. Година по-късно, през месец декември, тя публикува „Добродетелта на егоизма“ – сборник с есета, най-добре представящи етиката и философията на обективизма. През юли 1966 г. тя пише друг труд, публикуван на части в списанието The Objectivist, носещ името „Въведение в обективистката епистемология“, с цел да придаде научна и философска обоснованост на своите идеи.

### Последни години (1966 – 1982)
През шестдесетте години любовната връзка между Ранд и психотерапевта Натаниъл Брандън се задълбочава. През този период Брандън публикува различни статии по психология в списанието на Ранд. През 1968 г. извънбрачната им връзка приключва, отчасти и заради факта, че и двамата имат сключени бракове.
От март 1969 г. Ранд започва да води литературни лекции, този път за „есетата“, пред членове на Института „Натаниъл Брандън“. На 11 октомври тя започва да развива своята дейност по обективистката епистемология в ателиета .
На 16 юли 1969 Ранд присъства като публична фигура на изстрелването на Аполо 11. Това събитие я вдъхновява за написването на две есета, възхваляващи техническия прогрес – възможен благодарение на капитализма: „Триумфът на Аполо 11 не е нито от политическа, нито дори от философска значимост – това е триумф на епистемологията и морала.“ – споделя тя по повод на незабравимото събитие. Междувременно Ранд се сприятелява с астронавта Майкъл Колинс, както и с писателя Мики Спилейн и музикалния критик Диймс Тейлър, с когото поддържа връзка дълго време.
През седемдесетте години здравето на Ранд се влошава. През 1974 г. е оперирана от рак на белия дроб, причинен от тютюнопушене. Въпреки критиката си към политиките за общодостъпно здравеопазване, Ранд настоява и получава реимбурсиране на медицинските си разходи, като полученият от нея чек е на името Ан О'Конър, както тя се казва по мъж. По думите на адвокатката ѝ Ева Прайър това се е наложило, понеже „докторите струват повече, отколкото може да се изкара с писане на книги, и тя щеше да остане разорена“.
Раздялата на Ранд с Брандън бележи края на института „Натаниъл Брандън“ и разваля отношенията ѝ с някои от приятелите ѝ обективисти. В The Objectivist Ранд публикува критика на Натаниъл Брандън, която тя осъжда като непочтена и като „непристойно отношение към личния ѝ живот“. На 6 март 1974, в Уест Пойнт Ранд изнася лекцията „Философията: кому е нужна“, която окончава нейната философия за човека и битието. На 14 април тя посреща сестра си, Нора Дробишева, която е получила разрешение да напусне СССР. Ранд опитва да ѝ помогне да имигрира в САЩ, но тя отказва и няколко дни по-късно се връща обратно.
През януари 1976 г. Ранд публикува своята последна статия в The Ayn Rand Letter – „The Energy Crisis“ („Енергийната криза“), разискваща темата за геополитиката. На 27 юли тя е поканена на вечеря в Белия дом от бъдещия либерален министър-председател на Австралия Малкълм Фрейзър като израз на национална признателност. На 10 април 1977 Ранд присъства като почетен гост на вечеря, организирана от всички членове на института „Натаниъл Брандън“.
През септември 1979 г. е написан сценарий за екранизирането на „Атлас изправи рамене“ като телевизионен сериал. По-късно, през април, нейното последно есе „Въведение в обективистката епистемология“ е публикувано в New American Library. На 9 октомври умира съпругът ѝ, Франк О’Конър. Оттогава дейността на Ранд по обективисткото движение драстично намалява. Здравето ѝ се влошава отново. Едни от последните ѝ проекти са телевизионната адаптация на „Атлас изправи рамене“, както и на романа „To Lorne Dieterling“, чийто сценарий обаче остава недовършен.
През 1981 г. Ранд свиква своите последни конференции: във Форд хол – „The Age of Mediocrity“ и в Ню Орлеанс, на 21 ноември – „The Sanction of the Victim“. Работи по последните страници на сценария на „Атлас изправи рамене“ и го завършва през януари 1982 г. На 6 март същата година Айн Ранд умира от сърдечна недостатъчност в дома си в Ню Йорк. На погребението се стичат много нейни приятели и последователи обективисти. На церемониалния ритуал Алън Грийнспан и Девид Кели прочитат поемата на Ръдиард Киплинг – „If“. Ранд е погребана в гробището на Кенсико, във Валхала, Ню Йорк. В завещанието си Айн Ранд посочва Леонард Пейкоф като наследник на нейната интелектуална собственост и го признава за най-добър специалист по нейната философия. За да разпространява нейните идеи, Леонард Пейкоф основава института „Айн Ранд“.

## Позиции по етични проблеми

### Международна политика
Айн Ранд се обявява против участието на САЩ в Първата и Втората световна война, както и в Корейската война, под претекст, че принципът за самоотбрана може да бъде единствен повод за война. Ранд се противопоставя публично и на Виетнамската война, заявявайки: „Ако искате да видите самоубийствената крайност на алтруизма, наблюдавайте войната във Виетнам, в която американски войници биват изпращани на смърт в името на несъществуваща кауза“.
Като защитник на суверенитета, Ранд се опълчва срещу вмешателството на политиката. Тя тълкува Войната от Йом Кипур като атака срещу правителство, отстояващо индивидуалните права и впоследствие застава на страната на Израел. Ранд заявява също така: „Арабската култура е една от най-слабо развитите. Те са типични номади. Тяхната култура е примитивна и изпитват чувство на неприязън към Израел, защото това е единствената връзка със съвременната технология и цивилизация на техния континент. Когато един срещу друг се изправят цивилизованият човек и дивакът, вие подкрепяте цивилизования човек, независимо кой е той“.
Главните съобективисти на Ранд представят ясно регламентирана концепция за международната политика. В „The Foreign Policy of a Mixed Economy“ („Външна политика на Смесената икономика“) Ранд осъжда международната взаимопомощ, подхранваща икономическите войни, ограничаваща човешките права, допринасяща за балканизацията – според заглавието на статията „Global Balkanisation“ – на страните с етнически конфликти. Според Ранд ирационалното (чийто краен резултат и убиец е комунизма – теза, развита в статията „Capitalisme vs. Communisme“) продължава да се разпространява, водейки до нов фашизъм, този на единомислието и публичната администрация – ставащ все по-разхитителен. В него Ранд съзира причините за желанието на други страни, подобно на САЩ, да водят неправдиви вмешателски войни под предлог, че са алтруистични, или – незачитащи човешките права.

### Произход, раса, пол, секс
В по-голяма част от произведенията на Ранд мъжът и жената са равнопоставени на интелектуално ниво. Въпреки това тя твърди, че физиологичните различия между двата пола водят до психологични такива, които са източник на чистото половото разграничаване на ролите в обществото. Тук се касае за един от постулатите за така наречената от нея „психо-епистемология“ – наука, изучаваща връзката между човешката психика и реалността. Ранд казва хипотетично, че ако жена е компетентна да заеме президентския пост, то нито една разумна жена не би трябвало да се стреми към него; по-късно тя обяснява, че подобна длъжност би била психически смущаваща за жената. Ранд счита също, че „същността на женствеността е благоговението – желанието за възхищение от мъжа“, че „жената трябва да благоговее пред мъжа и че съвършеният мъж е най-висшият символ на човечеството“. Сексът за нея е „израз на себевъзприемането„. За секса психотерапевтът Натаниъл Брандън, дългогодишен сътрудник и приятел на Ранд, пише: „Измежду различните удоволствия, които човек е в състояние да си достави, най-великото е гордостта – удоволствието, което той изпитва от собствените си успехи и от формирането на собствената си личност. А удоволствието, което той изпитва от личността и успехите на друго човешко същество, е възхищение. Най-висшият израз на най-крепкия съюз на тези два отклика – гордостта и възхищението – е любовта. Нейното тържество е сексът. В любовно-сексуалните реакции на човека се разкрива най-красноречиво неговият възглед за самия него и битието“.
Айн Ранд се изказва публично по повод на темата за хомосексуалността един-единствен път по време на конференция във Ford Hall Forum през 1968 г. През 1971 г. тя публикува сборник с есета – „The New Left„ („Новото Ляво“). Там Ранд критикува феминистките и гей движения, които смятат, че непрестанната дискриминация от страна на държавата е неетична и осъжда хомосексуалността като неморална в своята същност. Въпреки това тя заявява: „Законът не трябва да се меси във взаимоотношенията на пълнолетните. Закони, закрилящи съзнанието на малолетните са уместни, но възрастните трябва да бъдат напълно свободни.“ В беседа с философа Хари Бинсвангер през 1980 г. Айн Ранд подчертава своята позиция, когато се връщат на темата за неморалното, без да оттегля критиката си. Хари Бинсвагер споделя, че при разговор насаме Ранд казва: „Все още не знаем достатъчно за развитието на хомосексуалността на ниво личностна психология, за да определим дали трябва да повдигаме темата за неморалност.“ От друга страна, Ранд защитава правото на предприятията да дискриминират въз основа на сексуална ориентация, раса и всякакъв друг критерий. Според нея, отказът на човек или организация да има взаимоотношения с друга страна не може да бъде възприеман като нарушение на който и да било закон, дори ако изложената причина е неразумна и/или дискриминира по раса и сексуална ориентация.
В статиите „Racisme“ и „Global Balkanisation“ Ранд пише: „Расизмът е най-низката и най-отблъскващата примитивна форма на колективизма“. Това понятие съдържа в себе си разбирането, че човек трябва да бъде съден не по своите собствени дела, а по тези на неговите предци – то бива трудно възприемано от човешкия ум, защото расизмът, позволен в Абсолютната държава, отрича двата аспекта в живота на човека: неговия разум и неговия морал, за да ги замени с генетичен детерминизъм. Ранд е против всякакви правителствени намеси по темата, тя счита, че „расизмът не е правов, а морален проблем, и може да бъде решен само чрез конкретни действия, каквито са икономическият бойкот и социалният остракизъм“.

### Култура и околна среда
Изучавайки и допринасяйки за развитието на етиката, Ранд казва: „Културата не е анонимен продукт на безличните маси – тя е плод на умствените постиженията на отделния човек“. Наравно с това, в своята статия „Our Ciltural Value-Deprivation“ (1966), тя отбелязва липсата на ценности, особено на индивидуалните такива, в днешната култура. Есето ѝ „The Intellectual Bankruptcy of Our Age“ (1961) има за цел да осъди масово разпространяваната култура на XX век, която отхвърля либералното наследство на предходното столетие.
В сферата на екологията и околната среда Ранд съзира манипулативни правителствени намеси, целящи ограничаване на правата и налагане на емоциите пред разума. В „Against Environmentalist“ тя критикува екологизма, считайки, че екологията е завръщане към религиозното и ирационалното, докато единствено технологичният напредък е в състояние да подобри условията на живот.

### Етатизъм
Като основателка на минархизма и на антидържавното либертарианство Ранд противопоставя личния интерес на индивида срещу етатизма. Според нея държавата – която тя определя като абсолютна, заради стремежа и да подчини социалната и икономическа сфера – иска да промени етичните порядки. „Етатизмът винаги е бил политическа последица на колективизма“ – обяснява тя за неговото най-голямо и крайно проявление в комунизма.
Неспирната и критика към формите на управление предизвикват възхищение у всички антидържавни движения. Фразата: „Които и да са властимащите, Абсолютната държава не е нищо повече от институционализирана форма на бандитизъм“ най-добре обобщава нейното гледище по въпроса. Въпреки това Ранд не подкрепя анархизма, който проповядва унищожение на държавата като институция. Тя счита за наложително да се за защитава свободата на мисълта и избора на всеки един гражданин: „Правителството изпълнява функция на бранител на човешките права и прилага физическа сила, само и единствено в качеството си на наказателен орган, срещу лица употребили я първи, като престъпници и външни агресори“. С други думи: Държавата трябва да съблюдава за спазването на индивидуалните права (свободата и частната собственост), които „произтичат от човешката природа“, защото: „Единствената основателна причина за съществуването на Държавата (е да) осигурява Правата на човека, защитавайки го от физическо насилие“. Единствено системата на лесе-фер (на френски: laissez-faire) капитализма може да гарантира личната свобода, или иначе казано– Ранд препоръчва Минималната държава. Обществото трябва да надзирава за отделянето на Държавата от Икономиката, по същия начин и поради същите причини, както то е сторено с Църквата.

## Философски възгледи
Основна статия: Обективизъм
През 1962 г. по време на представянето на най-известния ѝ роман „Атлас изправи рамене“, Айн Ранд е помолена да опише философските си възгледи, докато стои на един крак. Последвалият отговор става много известен:
| „ | 1. Метафизика: Обективна реалност 2. Епистемология: Разум 3. Етика: Личен интерес 4. Политика: Капитализъм | “ |

В своя реч пред завършващите Военната Академия на САЩ в Уест Пойнт, известна като „Философията: кому е нужна?“ (1974), Айн Ранд отново излага накратко философските си възгледи. Този път към изброените клонове на философията – метафизика, епистемология, етика и политика – тя добавя и естетиката.
- Метафизика

Според обективизма реалността съществува като обективен абсолют – фактите са факти, независимо от чувствата, желанията, надеждите и страховете на човек.
- Епистемология

Според Ранд разумът (способността на човек да идентифицира и интегрира информацията, подадена от сетивата) е единственото средство, с което човек разполага, за да възприема реалността, той е единствен източник на знание, единствен източник на напътствия за действие и основното средство на човека за неговото оцеляване.
- Етика

Всеки човек е цел сам по себе си и не е средство за целите на другите. Той следва да съществува сам за себе си, без да се жертва за другите, нито да очаква другите да се жертват за него. Преследването на собствения рационален, личен интерес и собственото щастие е най-високата морална цел в човешкия живот.
- Естетика

Ранд дефинира естетиката като клон на философията, изучаващ изкуството и основан на метафизиката, епистемологията и етиката. Изкуството се занимава с нуждите на съзнанието, с неговото презареждане. Ранд не отрича ценността на нито един стил в изкуството, но цени най-високо романтизма.
- Политика

Идеалната политическа и икономическа система според Ранд е laissez-faire капитализъм. Това е системата, в която хората уреждат отношенията помежду си не като жертви и палачи, нито като господари и роби, а като свободни хора, посредством свободна и доброволна размяна, извличайки взаимна изгода. Това е система, в която никой не може да придобие от другите нещо ценно като се уповава на физическа сила и никой не може да предприеме използването на физическа сила срещу другите. Правителството действа само като страж, който пази човешките права; то използва физическа сила само срещу тези, които първи са я употребили, например престъпниците и нашествениците. В система на пълен капитализъм е необходимо (но исторически никога не е осъществявано) пълно разделение между държавата и стопанството, по същия начин и поради същите причини, довели до разделението на държавата от църквата.

## Критика

### Критика на Кант
Според Айн Ранд Кант дава метафизически израз на психо-епистемологията на Атила (човекът на силата) и на Шамана (човекът на чувствата), и на тяхната изначална екзистенциална връзка, като изключва от вселената си съществуването и психо-епистемологията на Производителя (човекът на разума). Кант предава философията в ръцете на Атила – и подсигурява бъдещото ѝ връщане във властта на Шамана. Той предава света на Атила, но запазва за Шамана сферата на морала. Изрично заявената цел на Кант е да спаси морала от самопожертване и саможертва. Той знае, че моралът не може да оцелее без мистична основа – а това, от което трябва да бъде спасен, е разумът.
Твърденията на Кант за „феноменалния“ свят (който не е реален), „ноуменалния“ свят (който е непознаваем), и „категоричния императив“ (който диктува на човека правилата на морала и който се проявява като специално чувство за дълг), според Ранд стигали до отрицание не само на човешкото съзнание, но и на каквото и да било съзнание, на съзнанието като такова. В същността си неговото твърдение гласяло следното: човекът е ограничен до съзнание от специфичен характер, което възприема чрез специфични средства и никакви други, следователно съзнанието му не е валидно; човекът е сляп, защото има очи; глух, защото има уши; заблуден, защото има ум – и нещата, които възприема, не съществуват, защото той ги възприема.
Що се отнася до Кантовата версия на морала Ранд смята, че тя се състои от тотално себеотрицание. Едно действие е морално, казвал Кант, само ако човек няма желание да го извърши, а го извършва поради чувство за дълг и не извлича каквато и да било изгода от него, нито материална, нито духовна; изгодата съгласно Кант рушала моралната стойност на постъпката. (Следователно ако човек няма желание да е лош, не може да бъде добър; а ако има – може.)
Онези, които приемат която и да е част от философията на Кант – метафизичната, епистемологичната или моралната – я заслужават, казва Ранд.
Ранд счита, че популярният жаргонен израз „събирач на глави“, отнесен към психолозите, е много по-буквално подходящ за Кант: след него над историята на философията се спуска прогресивно сгъстяващ се воал от сивота, повърхностност, казуистика – като мъгла, обгръщаща бавна река, която тече все по-маловодна и накрая изчезва в тресавищата на двадесетия век.

### Критика на алтруизма
Ранд посочва като отрицание на нейната философия, защитаваща егоизма, философията на алтруизма, който освен това счита за водещия морален възглед в съвременното общество. Под понятието алтруизъм Ранд обединява всички възгледи, които подкрепят, под една или друга форма, подчиняването на човешките цели и избор на целите и избора на другите. Става въпрос не само за случаите, в които човек се чувства принуден да пренебрегне собственото си щастие заради това на другите, но и за ситуациите, в които му се отнема правото да избере това, което счита за по-ценно. Сред примерите, които Ранд посочва, са проявите на благотворителност, защитавани от християнството; политики като предоставянето на социални помощи за бедни и инвалиди; подкрепата за различни културни и етнически малцинства.
Заради критиката си към такива социални политики Ранд често е обвинявана в човеконенавистничество и дори фашизъм. С оглед на тези обвинения тя изяснява своята концепция с известния пример за човек, който е изправен пред избор да предостави всичките си средства за лечение на болната си съпруга или да предостави тези средства на фонд за борба с болестта, който ще ги разпредели за лечение на много повече хора. Водещият морал, този на алтруизма, би подкрепил помощта предоставена в полза на повече хора. Според Ранд обаче, такъв избор вероятно противоречи на ценностната система на човек, защото го кара да избере не това, което е по-ценно за него – неговата съпруга, а нещо което има по-ниска стойност – помощта за непознат. Следователно, ако човек избере да подкрепи фонда, а не съпругата си, това би означавало, че в рамките на ценностната му система един непознат е по-важен от неговия близък.
Следвайки тази логика Ранд се обявява против провежданите от правителствата социални политики като подпомагането на бедните, безработните, хората с ментални увреждания и други. Аргументите за провеждането такива политики почиват на същото схващане на алтруизма – да се ценят повече хората, които не са дотам полезни в обществото, наместо тези, които успяват да допринесат повече за него. Така за Ранд обществото се нуждае по-скоро от политика в подкрепа на даровити деца отколкото в подкрепа на изоставащи. При все това, Ранд счита, че подкрепата за която и да е група трябва да се предоставя по решение на отделни хора, действащи на добра воля, а не по решение на правителството.

### Критика на Ницше
Бунтът на Ницше срещу алтруизма (морал, който третира човека като жертвено животно), се състои в замяна на жертвата на индивида в името на другите, с жертва на другите в името на индивида. Той заявява, че идеалният човек е движен не от разума, а от „кръвта“ си, от вродените си инстинкти, чувства и воля за власт; че от рождение е обречен да управлява другите и да ги жертва за своето благо, те са обречени от рождение да бъдат негови жертви и роби; че разумът, логиката, принципите са безсмислени и омаломощаващи, че моралът е безполезен, че „свръхчовекът“ е „отвъд добро и зло“, че е „хищен звяр“, чийто върховен критерий е единствено собственото му хрумване. Отхвърляйки Шамана (човекът на чувствата), Ницше издига Атила (човекът на силата) в морален идеал – тоест двойно предава морала пред Шамана.

### Критика на управлението с консенсус
В управлението с консенсус Айн Ранд съзира опит за бягство от реалността; опита да се отрече огромната нужда от политически принципи и понятия – проблем, който съвременният човек мисли, че ще изчезне, ако откаже да признае съществуването му. Това почти патологично игнориране на фактите от действителността обуславя тази нова „антиидеология“ – превърнала се в „господстваща идеология на нашата банкрутирала култура“. Айн Ранд разкритикува водещите ѝ принципи като „средство за заличаване на всякакви принципи“, а именно: че истината трябва да бъде заменена от статистиката, принципите – от броя на изборните бюлетини, човешките права – от числата, а моралът – от проучвания на общественото мнение; че прагматичният интерес на днешния ден трябва да се превърне в критерий за интересите на страната, а броят на неговите привърженици – в мерило за валидност или невалидност на идеала; че всяко желание от какъвто и да било вид и род, стига да бъде подкрепено от достатъчен брой хора, трябва да мине за валидна претенция; че мнозинството може да постъпва както намери за добре с малцинството – накратко, бандитски закон и закон на тълпата. Ранд твърди, че зад умереността, която проповядват поддръжниците на тази доктрина, прозира истинската ѝ същност – „култът към компромиса“.

## Последователи
- Натаниъл Брандън, основател на Институт Натаниъл Брандън
- Алън Грийнспан, дългогодишен управител на Федералния резерв на САЩ
- Леонард Пейкоф, американски юрист, автор на „Обективизмът: Философията на Айн Ранд“
- Майкъл Баднарик, американски програмист, радио-водещ и политик, кандидат на либертарианската партия за президент на САЩ през 2004 г.
- Томас Соуъл, американски икономист и политически коментатор

## Произведения

### Романи
- Ideal (1934), излязъл през 2015 г.
Идеал: романът и пиесата, изд. „Изток-Запад“, София, 2015, прев. Светлана Комогорова - Комата
- We the Living (1936)
Ние живите, ИК „МаК“ и изд. „Изток-Запад“, София, 2010, прев. Огнян Дъскарев
- The Fountainhead (1943)
Изворът, ИК „МаК“ и изд. „Изток-Запад“, София, 2006, прев. Божидар Маринов
- Atlas Shrugged (1957)
Атлас изправи рамене, ИК „МаК“ и изд. „Изток-Запад“, София, 2009 (в 3 части), 2023, прев. Петьо Ангелов

### Повести
- Anthem (1938)
Химн, ИК „МаК“ и изд. „Изток-Запад“, София, 2010, прев. Милена Попова; излиза  като аудиокнига през 2010 (чете Татяна Лолова)

### Сборници
- The Early Ayn Rand: A Selection from Her Unpublished Fiction (1984)

### Пиеси
- Night of January 16th (1934), публикувана през 1968 г.
- The Unconquered (1940).
- Ideal (1989)
- Three Plays (2005)

### Сценарии
- Love Letters (1945)
- You Came Along (1945) – с Робърт Смит
- The Fountainhead (1949)

### Документалистика
- For the New Intellectual: The Philosophy of Ayn Rand (1961)
За новия интелектуалец , ИК „МаК“, София, 2020, прев. Анелия Ерменкова и др.
- The Virtue of Selfishness: A New Concept of Egoism (1964)
Добродетелта на егоизма : нова концепция за егоизма, ИК „МаК“, София, 2020, прев. Асенка Христова, Правда Василева
- Capitalism: The Unknown Ideal (1966), сборник с есета
Капитализмът: непознатият идеал, ИК „МаК“, София, 2020, прев.  Асенка Христова  др.
- The Romantic Manifesto: A Philosophy of Literature (1969)
Романтически манифест : философия на литературата , ИК „МаК“ и изд. „Изток-Запад“, София, 2011, прев. Милена Попова
- The New Left: The Anti-Industrial Revolution (1971)
Новата левица: антииндустриалната революция, ИК „МаК“ и изд. „Изток-Запад“, София, 2013, прев. Ирен Бойкикева, Огнян Дъскарев
- Introduction to Objectivist Epistemology (1979)
- Philosophy: Who Needs It (1982)
Философията: кому е нужна, ИК „МаК“ и изд. „Изток-Запад“, София, 2011, прев. Милена Попова
- The Voice of Reason: Essays in Objectivist Thought (1989)
- The Ayn Rand Column: Written for the Los Angeles Times (1991)
- Ayn Rand's Marginalia: Her Critical Comments on the Writings of Over 20 Authors (1995)
- Letters of Ayn Rand (1995)
- Journals of Ayn Rand (1997)
- The Ayn Rand Reader (1999)
- Return of the Primitive: The Anti-Industrial Revolution (1999)
- Russian Writings on Hollywood (1999)
- Why Businessmen Need Philosophy (1999)
- The Art of Fiction: A Guide for Writers and Readers (2000)
- The Art of Nonfiction: A Guide for Writers and Readers (2001)
- Ayn Rand Answers: The Best of Her Q & A (2005)

## Книги за Айн Ранд
- Хелър, Ан. Айн Ранд и светът, който създаде.   Издателство Ера, 2010. ISBN 978-954-389-106-1.
- Брандън, Натаниъл. Моите години с Айн Ранд.   Издателство Изток-Запад, 2010. ISBN 978-954-321-783-0.